# 7655 Adamries
Adamries (asteróide 7655) é um asteróide da cintura principal, a 2,0836296 UA. Possui uma excentricidade de 0,1379501 e um período orbital de 1 372,54 dias (3,76 anos).
Adamries tem uma velocidade orbital média de 19,15793518 km/s e uma inclinação de 4,01903º.
Este asteróide foi descoberto em 28 de Dezembro de 1991 por Freimut Börngen.